# Muzeum Boženy Němcové
Muzeum Boženy Němcové je nejstarší české literární muzeum, které je věnováno životu a dílu spisovatelky Boženy Němcové. Muzeum je umístěno v České Skalici. 
Hlavní část se nachází v maloskalickém muzejním areálu, kde je na 400 m² prezentován v nové expozici z roku 2020 život Boženy Němcové a chronologie její tvorby doplněná o řadu originálů. Součástí jsou bývalý hostinec, klášter a zbytky středověké tvrze. V muzeu se také nachází expozice Bitva u České Skalice 28. 6. 1866 prusko-rakouské války.
Druhá část expozice je umístěna v Barunčině škole blízko náměstí. Je zde zpřístupněna školní třída z 19. století, kam v letech 1824–1833 chodila Barbora Panklová (později Němcová) do školy.
Třetí expozicí je spravovaná stezka, která vede okolo všech muzejních expozic, a následně po tzv. bažantnici do Ratibořic, kde Božena Němcová vyrůstala, a kde jsou památky známé z nejznámějšího díla Babička (Ratibořický zámek, Staré bělidlo apod.). Stezka je dlouhá 7,5 km a končí u Rýzmburského altánku.

## Související články

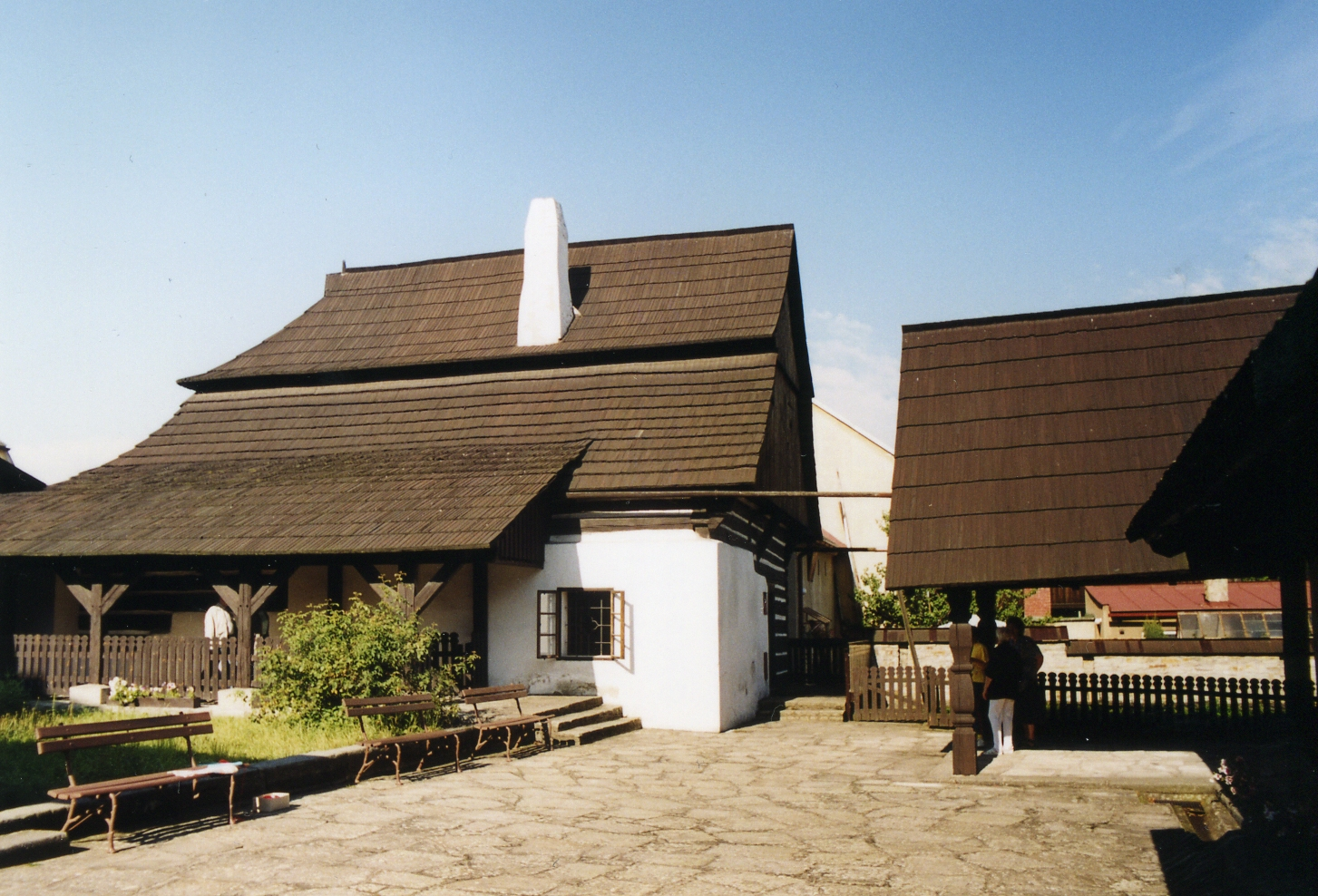
Barunčina škola